# Cher (umetnica)
Cherylin Sarkisian LaPierre (bolje znana kot Cher), ameriška pop pevka, igralka, filmska režiserka in producentka,  * 20. maj 1946, El Centro, Kalifornija.
Cher je z več kot 100 milijoni prodanih plošč ena najbolj prodajanih glasbenic v zgodovini. V svoji karieri je osvojila grammya,  emmya, oskarja in tri zlate globuse. Je edina glasbenica, ki je bila na vrhu Billboardove lestvice šest zaporednih desetletij (od 1960 do 2010).

## Življenjepis
Kot članica dueta »Sonny in Cher«,ki je bil zelo popularen v 60-tih je prodala 80 milijonov plošč. Duet se je razšel leta 1974. Leta 1965, se je na sceni pojavila skupaj z Sonnyjem. Skupaj sta izvedla skladbo I Got You Babe, ki je po nekaj dnevih postala svetovni hit.
Sonny in Cher sta se poročila leta 1964. Leta 1969 se jima je rodil otrok Chaz Bono.
Imela je veliko ljubimcev in kratkih zvez (Val Kilmer, Gene Simmons, Tom Cruise,). V 80-tih začenja s svojo filmsko kariero.Leta 1988 je za svoje dosežke v filmih prejela oskarja in Zlat globus. Leta 1998 je njen mož Sonny umrl na smučišču v Aspnu. Istega leta je Cher izdala skladbo z naslovom Believe, ki naj bi bila posvečena Sonnyju in njenim spominom na njega. Skladba je postala velika uspešnica nagrajena z Grammyjem.
Znana je tudi po svojem mladostniškem videzu, saj se je več kot 80-krat podvrgla plastičnim operacijam. Njeni največji hiti so If I could turn back time, Shoop Shoop Song in Believe.

## Kariera
Cher je v želji po slavi in uspešni karieri začela peti v duetu s Sonnyjem Bonom (kasneje možem). Njuna prva pesem je bila "I Got You Babe", ki je hkrati tudi njun največji hit. Leta 1974 je Cher začela samostojno kariero. Leta 1971 je izdala svoj prvi singl "Gypsys, Tramps and Thieves" . Ostala dva singla sta "Half Breed" objavljen 1973 in "Dark Lady" objavljen 1974. Kljub uspešni samostojni karieri se je vrnila k Sonnyju Bonu in skupaj sta začela voditi šov The Sonny And Cher Show. 
Leta 1980 se je pridružila rock skupini Black Rose (skupina njenega fanta) Les Dudeka in z njim objavi album "Black Rose". Nekaj let kasneje pa se je odpravila na svojo prvo samostojno turnejo v karieri pod imenom "Take Me Home Tour".
Leta 1983 je Cher začela svojo filmsko kariero na Broadwayu. Leta 1983 je igrala z Meryl Streep in Kurt Russell v filmu po resnični zgodbi, "Silkwood". Za to vlogo je bila nominirana ta Oskarja in osvojila Golden Globe. 
Leta 1985 je zaigrala v filmu, ki je bil prav tako narejen po resnični zgodbi po imenu "Maska". Za ta film je osvojila nagrado za najboljšo igralko na festivalu Cannes Film.  
Leta 1987 se je pojavila v treh filmih: komediji "Witches Of Eastwick",  drami "Suspect" in v romantični komediji "Moonstruck" . Za vlogo v zadnjem filmu je prejela Oskarja in Golden globe za najboljšo igralko. Leta 1989 je objavila do takrat njen najuspešnejši album v karieri "Heart Of Stone" z velikim hitom "If I Could Turn Back Time". Takrat se je odpravila na svojo drugo turnejo imenovano "Heart Of Stone Tour". 
Leta 1990 se je vrnila v filmsko industrijo in zaigrala v filmu "Mermaids". Leta 1995 je objavila nov album, "It's A Man's World" na katerem je tudi njen hit "Walking In Memphis". 
Leto 1998 je bilo v njeni karieri najuspešnejše. Tega leta je objavila njen največjih hit v karieri  "Believe" , kasneje pa še album pod istim imenom. Naslednje leto je krenila na svojo najuspešnejšo svetovno turnejo, ki je bila v celoti razprodana pod imenom "Do You Believe? Tour" . Istega leta je osvojila Grammyja za najboljšo skladbo leta - pesem Believe.
Leta 2002 je krenila na zadnjo turnejo v svoji karieri pod imenom  "Living proof: The Farewell Tour", ki je trajala od 2002 do 2005. Njena kariera je bila tako ena najuspešnejših karier v zgodovini vseh svetovnih glasbenikov. 
Po dolgih letih premora se je leta 2010 vrnila in zaigrala v filmu "Burlesque" v katerem je zapela skladbo "You Haven't Seen The Last Of Me" za katero je osvojila Golden Globe.
Leta 2013 je prekinila 11 letno glasbeno pavzo in se vrnila na sceno z albumom  "Closer to the Truth" . Istega leta je razveselila svoje oboževalce z novico, da se podaja na svojo novo turnejo, ki pa, da bo zagotovo zadnja. Turneji je bilo ime "Dressed To Kill Tour".
Leta 2018 se je vrnila na sceno z filmom Mamma Mia! Spet začenja se! v katerem je nastopila kot Ruby Sheridan, Donnina (Meryl Streep) mati. Cher je v filmu zapela Abbino uspešnico Fernando. 28. septembra pa je izdala album Abbinih priredb z naslovom Dancing Queen.

## Filmografija
| Leto | Film                        | Vloga                            | Opomba                                                  |
| ---- | --------------------------- | -------------------------------- | ------------------------------------------------------- |
| 1965 | Divji na plaži              | Cher                             |                                                         |
| 1967 | Dobri časi                  | Cher                             |                                                         |
| 1969 | Chastity                    | Chastity                         |                                                         |
| 1982 | Vrni se Jimmy Dean          | Sissy                            | Nominirana - Zlati globus                               |
| 1983 | Silkwood                    | Dolly Pelliker                   | Prejemnica Zlatega globusa                              |
| 1985 | Maska                       | Florence 'Rusty' Dennis          | Nominirana - Zlati globus; Nagrada za najboljšo igralko |
| 1987 | Osumljenec                  | Kathleen Riley                   |                                                         |
| 1987 | Čarovnica iz Eastwicka      | Alexandra Medford                |                                                         |
| 1987 | Mesečnica                   | Loretta Castorini                | Academy Award za najboljšo vlogo + Oskar                |
| 1990 | Sirene                      | Rachel Flax                      |                                                         |
| 1992 | Igralec                     | Cher                             |                                                         |
| 1994 | Prêt-à-Porter               | Cher                             |                                                         |
| 1996 | Verna                       | Margaret                         |                                                         |
| 1999 | Čaj z Musolinijem           | Elsa Morganthal Strauss-Armistan |                                                         |
| 2003 | Zaljubljena vate            | Honey                            |                                                         |
| 2010 | Burleska                    | Tess                             |                                                         |
| 2018 | Mamma Mia! Here We Go Again | Ruby Sheridan                    |                                                         |

## Diskografija
- All I Really Want to Do (1965)
- The Sonny Side of Chér (1966)
- Chér (1966)
- With Love, Chér (1967)
- Backstage (1968)
- 3614 Jackson Highway (1969)
- Chér (1971)
- Foxy Lady (1972)
- Bittersweet White Light (1973)
- Half-Breed (1973)
- Dark Lady (1974)
- Stars (1975)
- I'd Rather Believe in You (1976)
- Cherished (1977)
- Take Me Home (1979)
- Prisoner (1979)
- I Paralyze (1982)
- Cher (1987)
- Heart of Stone (1989)
- Love Hurts (1991)
- It's a Man's World (1995)
- Believe (1998)
- Not.com.mercial (2000)
- Living Proof (2001)
- Closer to the Truth (2013)
- Dancing Queen (2018)
- Christmas (2023)

## Turneje
- Cher World Tour (1979–82)
- Heart of Stone Tour (1990)
- Love Hurts Tour (1992)
- Do You Believe? (1999–2000)
- Living Proof: The Farewell Tour (2002 – 05)
- Cher (2008 – 11)
- Dressed to Kill Tour (2014)
- Here We Go Again Tour (2018-2019)